# Observatoire Rozhen
L'Observatoire Rozhen (en bulgare : Национална астрономическа обсерватория - Рожен, НАО-Рожен ; soit en français : Observatoire astronomique national - Rozhen, NAO-Rozhen), également connu sous le nom d'Observatoire astronomique national bulgare, est un observatoire astronomique, situé dans la province de Smolyan, à 90 kilomètres au sud de la ville de Plovdiv, en Bulgarie.

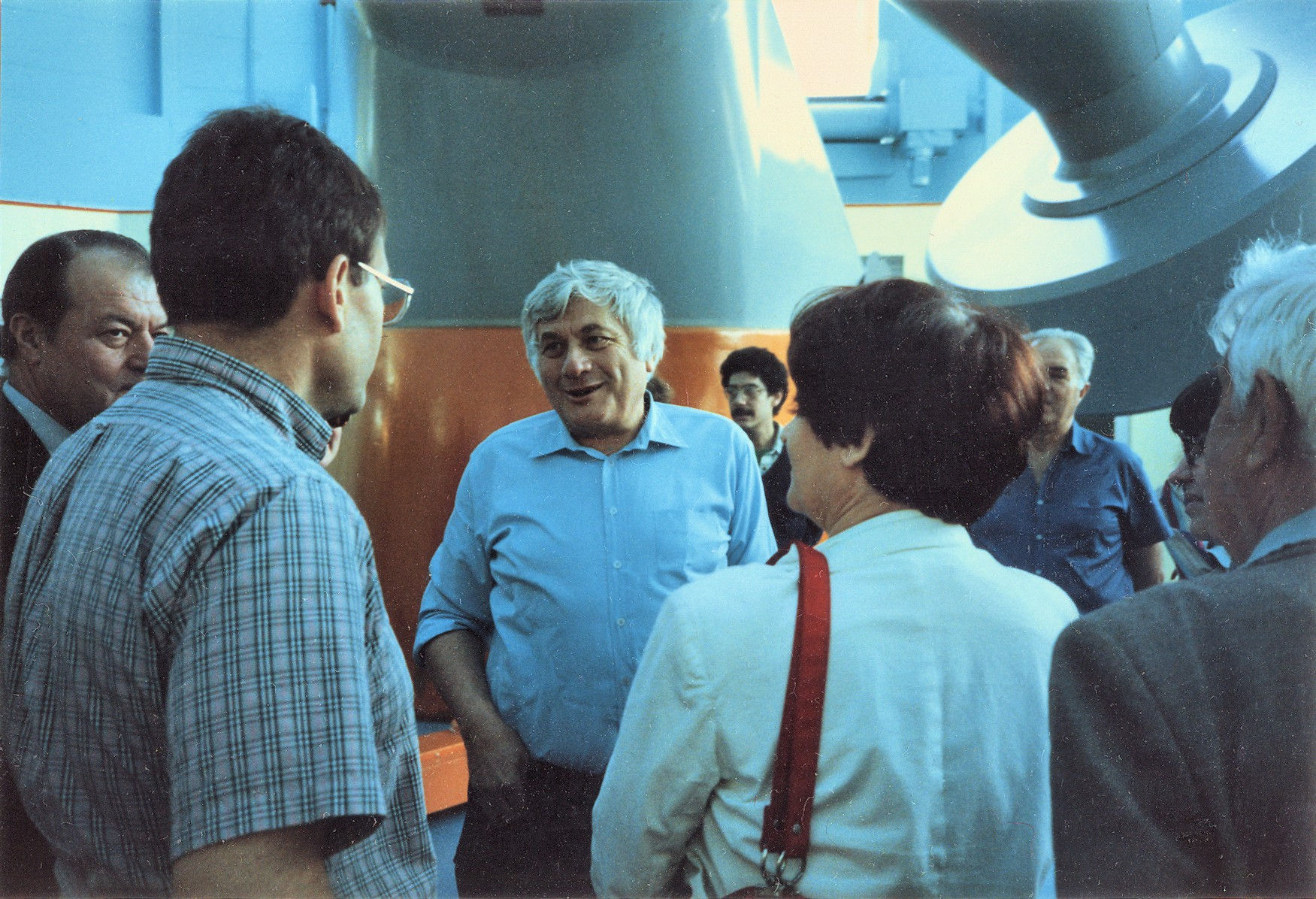
Bogomil Kovachev, fondateur de l'Observatoire Rozhen, avec un groupe de chercheurs bulgares en visite durant l'été 1987.

La ville la plus proche, Chepelare, se trouve à 15 kilomètres. L'observatoire est détenu et exploité par l'Institut d'astronomie de l'Académie bulgare des sciences (BAS). Il a été inauguré officiellement le 13 mars 1981, soit près de 20 ans après sa conceptualisation par Bogomil Kovachev - un professeur d'astronomie de la BAS, connu pour être son fondateur,.
L'observatoire est le plus grand d'Europe du Sud-Est, il possède une équipe active d'environ 50 astronomes. C'est le principal centre de recherche astronomique en Bulgarie. La planète mineure (6267) Rozhen, découverte par l'observatoire, est nommée d'après lui.

## Télescopes
- Télescope Ritchey-Chrétien de 200 cm (équipé d'un foyer coudé)
- Télescope Cassegrain de 60 cm
- Chambre de Schmidt de 50/70 cm
- Télescope solaire de 15 cm

## WASP-3 c & TTV
Le Transit Timing Variation (TTV), une variation de la méthode de transit, a été appliquée pour découvrir l'exoplanète WASP-3 c par l'observatoire Rozhen, l'observatoire Jena et le centre Toruń pour l'Astronomie.

## Découvertes
| (3546) Atanasoff   | 28 septembre 1983  |
| (3952) Russellmark | 14 mars 1986       |
| (4400) Bagryana    | 24 août 1985       |
| (4477) Kelley      | 28 septembre 1983  |
| (4583) Lugo        | 1er septembre 1989 |
| (4891) Blaga       | 4 avril 1984       |
| (8260) Momcheva    | 23 septembre 1984  |
| (10059) McCullough | 21 mars 1988       |
| (19957) 1985 QG4   | 24 août 1985       |
| (24653) 1986 RS5   | 3 septembre 1986   |